# Argyractis amethystina
Argyractis amethystina là một loài bướm đêm trong họ Crambidae.